# Адміністративний устрій Кремінського району
Адміністративний устрій Кремінського району — адміністративно-територіальний устрій Кремінського району Луганської області на 1 міську раду, 1 селищну раду та 16 сільських рад, які об'єднують 38 населених пунктів і підпорядковані Кремінській районній раді. Адміністративний центр — місто районного значення, Кремінна.

## Список радКремінського району
| №  | Назва                             | Центр                | Населені пункти                                                                   | Площа км² | Місце за площею | Населення (2001), осіб. | Місце за населенням |
| -- | --------------------------------- | -------------------- | --------------------------------------------------------------------------------- | --------- | --------------- | ----------------------- | ------------------- |
| 1  | Кремінська міська рада            | м. Кремінна          | м. Кремінна c-ще Житлівка c-ще Кузьмине c-ще Стара Краснянка c-ще Червона Діброва |           |                 |                         |                     |
| 2  | Красноріченська селищна рада      | смт Красноріченське  | смт Красноріченське с. Залиман с. Площанка                                        |           |                 |                         |                     |
| 3  | Бараниківська сільська рада       | с. Бараниківка       | с. Бараниківка                                                                    |           |                 |                         |                     |
| 4  | Боровенська сільська рада         | с. Боровеньки        | с. Боровеньки                                                                     |           |                 |                         |                     |
| 5  | Булгаківська сільська рада        | с. Булгаківка        | с. Булгаківка с. Прогрес с. Шевченко                                              |           |                 |                         |                     |
| 6  | Варварівська сільська рада        | с. Варварівка        | с. Варварівка с. Затишне с. Крутеньке                                             |           |                 |                         |                     |
| 7  | Голубівська сільська рада         | с. Голубівка         | с. Голубівка с. Климівка с. Скаргівка                                             |           |                 |                         |                     |
| 8  | Єпіфанівська сільська рада        | с. Єпіфанівка        | с. Єпіфанівка                                                                     |           |                 |                         |                     |
| 9  | Кудряшівська сільська рада        | с. Кудряшівка        | с. Кудряшівка с. Індустріальне                                                    |           |                 |                         |                     |
| 10 | Макіївська сільська рада          | с. Макіївка          | с. Макіївка с. Петрівське                                                         |           |                 |                         |                     |
| 11 | Михайлівська сільська рада        | с. Михайлівка        | с. Михайлівка с. Пристине                                                         |           |                 |                         |                     |
| 12 | Невська сільська рада             | с. Невське           | с. Невське с. Новолюбівка                                                         |           |                 |                         |                     |
| 13 | Новоастраханська сільська рада    | с. Нова Астрахань    | с. Нова Астрахань                                                                 |           |                 |                         |                     |
| 14 | Нововодянська сільська рада       | с. Нововодяне        | с. Нововодяне                                                                     |           |                 |                         |                     |
| 15 | Новокраснянська сільська рада     | с. Новокраснянка     | с. Новокраснянка с. Пшеничне с. Суровцівка                                        |           |                 |                         |                     |
| 16 | Новомикільська сільська рада      | с. Новомикільське    | с. Новомикільське                                                                 |           |                 |                         |                     |
| 17 | Новоолександрівська сільська рада | с. Новоолександрівка | с. Новоолександрівка                                                              |           |                 |                         |                     |
| 18 | Червонопопівська сільська рада    | с. Червонопопівка    | с. Червонопопівка с. Голикове с. Піщане                                           |           |                 |                         |                     |

* Примітки: м. — місто, смт — селище міського типу, с. — село, с-ще — селище